# 市野上浅右エ門
市野上 浅右エ門（いちのかみ あさえもん、1767年（明和4年） - 1802年（享和2年）9月9日（旧暦8月13日））は、山形県温海町（現：山形県鶴岡市温海）出身の元大相撲力士。本名は斎藤 浅右衛門（さいとう あさえもん）。
大相撲史上最強力士、雷電爲右エ門に二度勝利した唯一の力士として知られる。

## 来歴
1767年に山形県温海町（現：山形県鶴岡市温海）で温泉宿「あらやまや（新玉屋）」の三代・斉藤五左衛門の長男として生まれ、幼名は五郎吉だった。1788年（天明8年）に初代・出羽ノ海に見出されたことで入門、1790年（寛政2年）11月場所において三段目付出しで初土俵を踏んだ。1793年（寛政5年）3月場所（幕下筆頭、現在でいう十両）と1797年3月場所にて雷電爲右エ門から勝利を挙げ、雷電に二度勝った唯一の力士となった。この間に雷電は43連勝を記録している。
1794年（寛政6年）3月場所で新入幕、1798年（寛政10年）4月場所で関脇に昇進し、1796年（寛政8年）3月場所と1800年（寛政12年）4月場所でそれぞれ優勝相当成績を挙げた。
四股名は「温海嶽（あつみだけ）」「鶴ヶ嶽（つるがたけ）」など出身地に因んだものを名乗っていたが、雷電から初勝利を挙げた際は「常山（つねやま）」、二度目の勝利の際は「花頂山（かちょうざん）」と名乗っていた。花頂山が幕内在位期間中で最も長く名乗っており、錦絵や史跡でもその名で呼ばれることが多い。
1802年（享和2年）には抱えが久留米藩に代わり、「市野上」の四股名を下賜される。同年2月場所の番付では大関に昇進していたが、病のため、場所終了後の京都巡業中に死去、34歳没。「大関・市野上」として本場所を務めることは叶わなかった。
1959年（昭和34年）10月18日、出身地である山形県あつみ温泉に花頂山記念碑の除幕式が行われた。

## 場所別成績
| 1790年 | x                      | 三段目 –              |
| 1791年 | x                      | 西三段目筆頭 –        |
| 1792年 | 東幕下5枚目 5–2 2預    | 東幕下筆頭 2–1        |
| 1793年 | 東幕下筆頭 6–2 1預     | 西幕下5枚目 8–1 1預   |
| 1794年 | 西前頭5枚目 5–3 1分1無 | 西前頭5枚目 5–4 1無   |
| 1795年 | 西前頭4枚目 3–1 1分    | 西小結 5–1–1 3預      |
| 1796年 | 西小結 5–0–4 1分       | 西前頭3枚目 5–2–1 2分 |
| 1797年 | 東前頭2枚目 6–1–1 2無  | 番付非掲載 不出場     |
| 1798年 | 東小結 3–1–4 1分1無    | 東前頭2枚目 7–2–1     |
| 1799年 | 東小結 4–0–2 1分       | 西前頭3枚目 4–2–3 1分 |
| 1800年 | 西関脇 3–0–1 1無       | 東小結 4–3–1 1分1無   |
| 1801年 | 東関脇 4–1–1 2預2無    | 西関脇 2–2 1分1預     |
| 1802年 | 東大関 引退 0–0–10     | x                     |
| 各欄の数字は、「勝ち-負け-休場」を示す。 優勝 引退 休場 十両 幕下 三賞：敢=敢闘賞、殊=殊勲賞、技=技能賞 その他：★=金星 番付階級：幕内 - 十両 - 幕下 - 三段目 - 序二段 - 序ノ口 幕内序列：横綱 - 大関 - 関脇 - 小結 - 前頭（「#数字」は各位内の序列） |                        |                       |

- この成績表でテンプレートの仕様上「幕下」となっている部分は、番付表の上から二段目であるため、「二段目」と呼ぶ方が正確である。当時は段ごとに力士の地位を待遇差で区別する発想がまだ確立しておらず、二段目以下でも番付表で「前頭」（「同」表記でない）と書かれている部分までは「幕内格」と見るべきだという説がある。

## 改名歴
- 温海嶽 五郎吉 - 1790年11月場所 - 1791年11月場所
- 鶴ヶ嶽 五郎吉 - 1792年3月場所
- 常山 五郎吉 - 1792年11月場所 - 1794年3月場所
- 花頂山 五郎吉 - 1794年11月場所 - 1799年2月場所
- 花頂山 浅右エ門 - 1799年11月場所 - 1801年11月場所
- 市野上 浅右エ門 - 1802年2月場所